# Linnaemya omega
Linnaemya omega är en tvåvingeart som beskrevs av Zimin 1954. Linnaemya omega ingår i släktet Linnaemya och familjen parasitflugor. Inga underarter finns listade i Catalogue of Life.